# تپه سمنبان
تپه سمنبان مربوط به دوران پیش از تاریخ ایران باستان تا دوران‌های تاریخی پس از اسلام است و در شهرستان سنقر، بخش کلیائی، روستای سمنبان واقع شده و این اثر در تاریخ ۱۱ مرداد ۱۳۸۴ با شمارهٔ ثبت ۱۲۴۹۸ به‌عنوان یکی از آثار ملی ایران به ثبت رسیده است.